# Delectare
Delectare (latin för att glädjas) innebär att väcka känslor av välbehag hos sin publik för att de skall bli välvilligt inställda att lyssna samt att bli mottagbara för övertalning. Detta sker genom talarens charm, personlighet, karaktär och retoriska förmåga. Delectare motsvarar en av tre typer av språkhandlingar som är motsvarande inom de tre klassiska retoriska medel, ethos (karaktären som talaren framvisar), logos (väl valda argument) och pathos (känslor som väcks hos publiken).

## Officia oratoris
Delectare är en av talarens tre plikter som ingår i Officia oratoris (docere, movere och delectare) enligt Marcus Tullius Cicero. Enligt Cicero krävs de samtliga tre plikter för att påverka publiken i ett tal på det starkaste sättet. Movere innebär att talaren ska behärska konsten att väcka, röra och styra åhörarens känslor hos en publik. Docere är att undervisa, upplysa och argumentera. Delectare är att väcka sympati, roa och behaga.

## Delectare
Delectare riktar sig främst till lyssnarens känslor men inte – som movere – för att elda upp dem utan för att smeka dem. Den försöker väcka stämningar som gör lyssnaren mottagliga för övertalning: intresse för det som sägs och sympati för talarens person.
Ett vanligt tecken på delectare är när en talare försöker koppla samman t.ex. gemensamma intressen med publiken för att få publiken vänligt inställd. Ett exempel kan vara när en politiker är på besök i en stad och säger: ”Jag minns själv hur vi hade det när jag bodde i denna stad…”
Talaren får lyssnaren att spetsa öronen genom att ge en livfull och målande bild. Talaren talar klart och lättfattligt så att alla kan följa med dennes tankegång. En viktig del är att talaren undviker att vara påstridig – invändningar bemöter du lugnt och taktfullt. 
Om budskapet skall gå hem måste talaren få åhörarna "på sin sida". Att talaren accepteras är en förutsättning för att åhörarna ska ta till sig budskapet och av denna anledning läggs i regel en del av inledningen på att smickra och behaga dem som talet riktar sig mot. (I dagligt tal skulle detta beteende kallas för "fjäsk" eller "smörande".) Ofta räcker det inte med att talaren på detta sätt "säljer" sig själv, han måste också "sälja" sitt ämne eller budskap i ett tidigt skede. Detta görs enklast om man kan få åhörarna att tro att de redan har samma uppfattningar och värderingar som talaren. (Detta må vara sant eller falskt, men det torde vara sällsynt att talaren blir avbruten av meningsmotståndare under sitt framförande.) Att behaga sina lyssnare är innebörden av ordet delectare; den andra metoden att övertyga sina lyssnare. (Detta kan sägas höra samman med ethos.)